# Schloss Bogenhofen

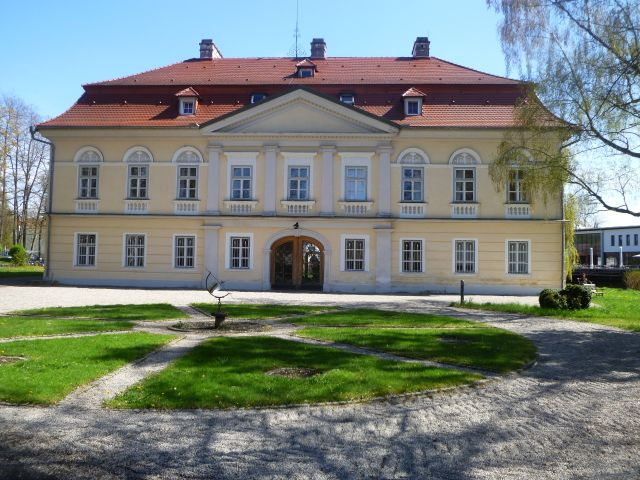
Schloss Bogenhofen

Das Schloss Bogenhofen befindet sich in der Ortschaft Bogenhofen, die zur Gemeinde St. Peter am Hart in Oberösterreich gehört. Das Schloss steht unter Denkmalschutz (Listeneintrag).

## Geschichte

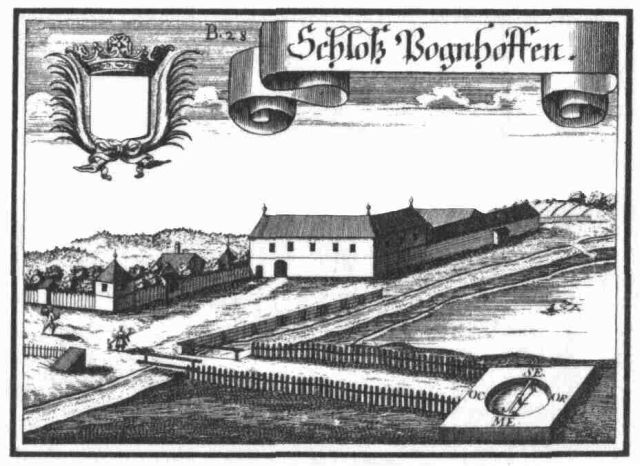
Schloss Bogenhofen nach einem Kupferstich von Michael Wening von (1721)

Ursprünglich war Bogenhofen ein einstöckiger Holzbau. Auch der Kupferstich von Michael Wening lässt eher an einen Bauernhof als an ein Schloss denken. Bogenhofen wurde 1438 von Hanns Rohrer und seiner Gattin Margarethe, geborene Seiboldsdorferin, an den bayerischen Kanzler Andreas Loder verkauft. 1451 erhielt der Sitz von Herzog Ludwig von Niederbayern „Hofmarksfreiheit und Gerechtigkeit“. Der Sohn Leonhard Loderer nannte sich nach dem Besitz Pogenhofner, die Pogenhofner waren hier bis 1677 sesshaft. Nachfolger waren auf dem Erbweg die Pintzenauer (Pienzenau), von denen es wieder über Heirat an die Freiherrn von Nothafft überging. Durch Kauf ging es an den Freiherrn Franz Xaver von Seiboldsdorf (Seybersdorff), der das Schloss neu aufbauen ließ.
1791 ging es an Anton Freiherrn Hueber zu Mauern. Diesem folgte 1828 Philipp Freiherr von Risenfels, der den Besitz gegen Haitzing tauschte. Danach wurde die Besitzung Bogenhofen mit dem Schloss Hagenau zusammengelegt. 1831 erwarben Kajetan und Josephine Plaichinger den Besitz, unter diesen wurde 1834 mit dem Neubau zu einem Empireschloss begonnen. Von diesen erwarb es 1842 die Gräfin Anna von Geldern und im gleichen Jahr Paul Anton von Handel. Nach dem Ersten Weltkrieg ging der Besitz an Oberst Freiherr von Pereira über und von diesem bis Mitte des 20. Jahrhunderts an seine Gattin Baronin Pereira, geborene Wittgenstein, die Schwester des Barons von Handel.

## Schloss Bogenhofen heute
Das heutige Gebäude stammt aus dem Jahr 1834. Es wurde an der Stelle des verfallenen Wasserschlosses, welches auf der Insel im nahen Teich gestanden hatte, errichtet. Es ist ein zweigeschoßiger, rechteckiger Bau mit einem deutlich abgesetzten Mittelrisalit, aufgesetztem Dreiecksgiebel und einem einfach gebrochenen Walmdach.
Das Schloss wurde mit dem umliegenden Gelände 1949 von der Kirche der Siebenten-Tags-Adventisten käuflich erworben und zu einer Schule (Seminar Schloss Bogenhofen) ausgebaut. Dies ist ein Bildungszentrum der protestantischen Freikirchen, das neben theologischen Studienangeboten u. a. ein staatlich anerkanntes Oberstufenrealgymnasium mit Instrumentalunterricht und Gesundheitserziehung und angeschlossenem Internat anbietet, in dem Schüler aus aller Welt unterrichtet werden.

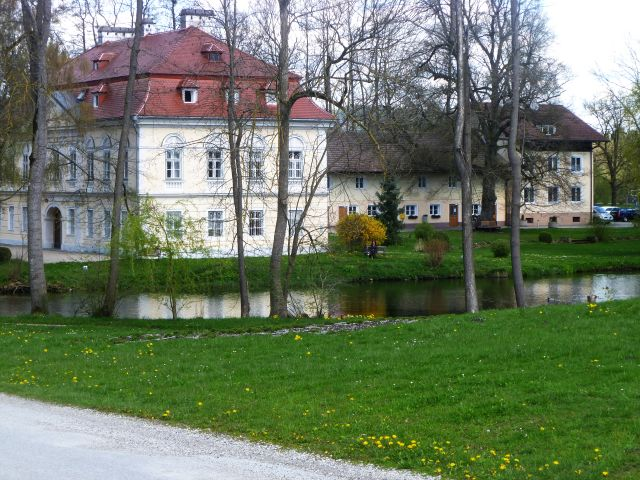
Ansicht mit Teich
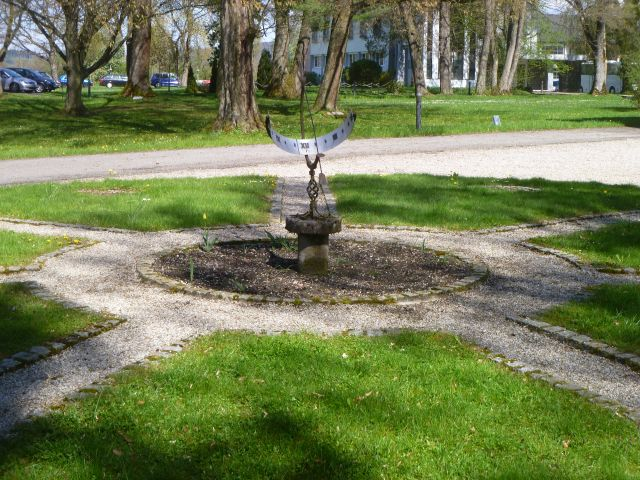
Sonnenuhr vor dem Schloss
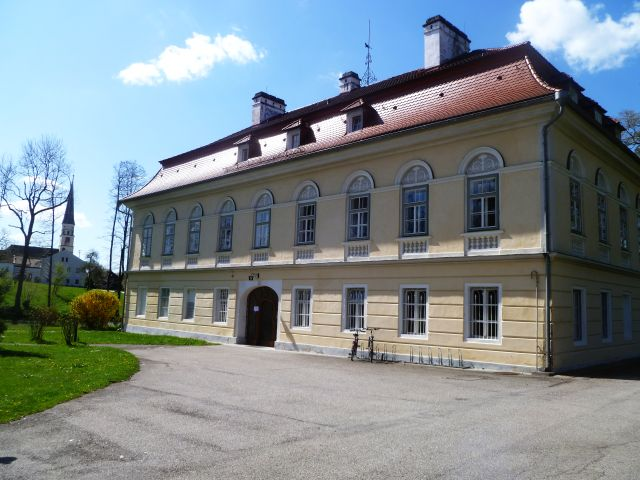
Rückseite
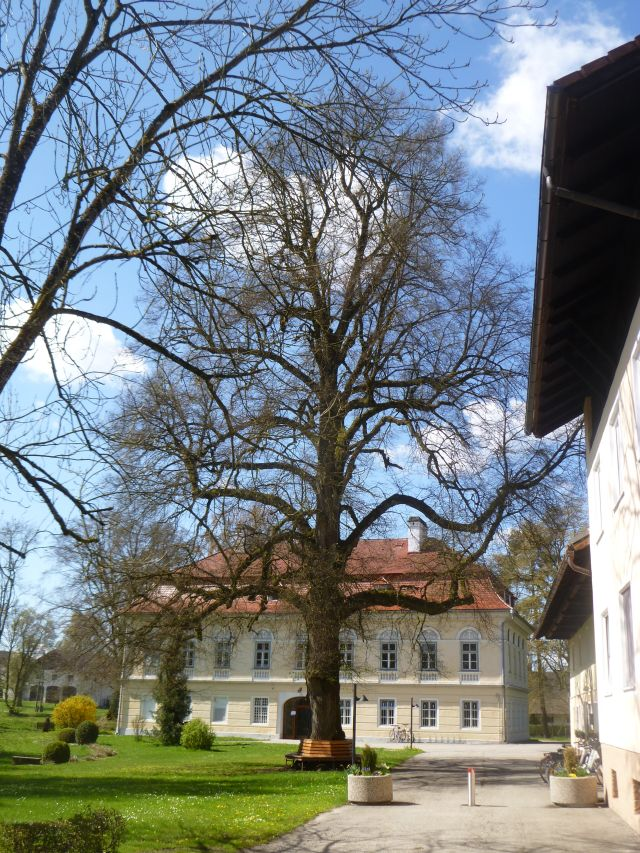
Ansicht vom Park aus